# Horvátország az 1992. évi téli olimpiai játékokon
Horvátország a franciaországi Albertville-ben megrendezett 1992. évi téli olimpiai játékok egyik részt vevő nemzete volt. Az országot az olimpián 3 sportágban 4 sportoló képviselte, akik érmet nem szereztek. Horvátország önállóan először vett részt az olimpiai játékokon.

## Alpesisí
Férfi
| Versenyző     | Versenyszám            | 1. futam      | 1. futam      | 2. futam | 2. futam | Összesítés    | Összesítés    |
| Versenyző     | Versenyszám            | Idő           | Hely.         | Idő      | Hely.    | Idő           | Helyezés      |
| ------------- | ---------------------- | ------------- | ------------- | -------- | -------- | ------------- | ------------- |
| Vedran Pavlek | Műlesiklás             | 58,75         | 44.           | 58,53    | 36.      | 1:57,28       | 36.           |
| Vedran Pavlek | Óriás-műlesiklás       | nem ért célba | nem ért célba | kiesett  | kiesett  | kiesett       | kiesett       |
| Vedran Pavlek | Szuperóriás-műlesiklás |               |               |          |          | nem ért célba | nem ért célba |

## Műkorcsolya
| Versenyző          | Versenyszám  | Rövid program     | Rövid program | Rövid program | Kűr               | Kűr     | Kűr         | Összesítés         | Összesítés |
| Versenyző          | Versenyszám  | Több. hely. száma | Hely.         | Hely. pont.   | Több. hely. száma | Hely.   | Hely. pont. | Helyezési pontszám | Helyezés   |
| ------------------ | ------------ | ----------------- | ------------- | ------------- | ----------------- | ------- | ----------- | ------------------ | ---------- |
| Tomislav Čižmešija | Férfi egyéni | 8×29+             | 29.           | 14,5          | kiesett           | kiesett | kiesett     | kiesett            | kiesett    |
| Željka Čižmešija   | Női egyéni   | 5×25+             | 25.           | 12,5          | kiesett           | kiesett | kiesett     | kiesett            | kiesett    |

## Sífutás
Férfi
| Versenyző      | Versenyszám         | Eredmény  | Helyezés |
| -------------- | ------------------- | --------- | -------- |
| Siniša Vukonić | 10 km               | 34:01,1   | 75.      |
| Siniša Vukonić | 15 km üldözőverseny | 48:45,5   | 69.      |
| Siniša Vukonić | 50 km               | 2:28:19,4 | 60.      |